# ハコル
ハコル（あるいはギリシア語でアコリス　紀元前393年 - 紀元前380年）は、エジプト第29王朝のファラオ。ネフェリテス1世が没すると、後継を先王の子とプサムティスとが争うが、王朝を興したのは両者を倒したハコルだった。王権を正当化するために自らをネフェリテス1世の孫と詐称するとともに子にもネフェリテスと名づけ、さらには記念碑をたててその旨を記している。ハコルがエジプトを支配したのはわずか14年だが、その治世はファラオが普請を命じた幾多の建造物に彩られている。また先達の王たちが建ててきた遺跡の大規模な修復も手がけている。
支配者となってまもなく、ハコルは自らの上に立つアケメネス朝ペルシア帝国の王に反旗を翻した。アルタクセルクセス2世は紀元前386年に、ペルシアに逆らわないという条件のもとギリシア本土の都市国家に自治権を与えるとともに小アジアとキプロスをエジプトに委ねて勢力図を安定させようとした。
コリントス戦争が終わるとペルシアの手はエジプトに伸びたが、海軍の整備を進め、ギリシア人の傭兵を重用するなどして力を蓄えていたエジプトは、紀元前383年から3年間、大国を相手に逆襲を試みている。ハコルは紀元前380年に亡くなり、ネフェリテス2世が後を継いだ。しかし一年と経たずにネフェリテス2世はネクタネボ1世に倒され、王朝は断絶した。